# Coyopol
Coyopol är en ort i Mexiko.   Den ligger i kommunen Teziutlán och delstaten Puebla, i den sydöstra delen av landet, 190 km öster om huvudstaden Mexico City. Coyopol ligger 896 meter över havet och antalet invånare är 385.
Terrängen runt Coyopol är bergig, och sluttar norrut. Runt Coyopol är det ganska tätbefolkat, med 248 invånare per kvadratkilometer. Närmaste större samhälle är Teziutlan, 15,5 km söder om Coyopol. I omgivningarna runt Coyopol växer huvudsakligen savannskog.